# Oliete
Oliete es una localidad y municipio español en la comarca de Andorra-Sierra de Arcos de la provincia de Teruel, comunidad autónoma de Aragón, situado a orillas del Río Martín. Tiene una población de 343 habitantes (INE 2020).

## Administración y política
| Período   | Alcalde                   | Partido     |  |
| --------- | ------------------------- | ----------- |  |
| 1979-1983 | Antonio Oliete Martín     | UCD         |  |
| 1983-1987 |                           |             |  |
| 1987-1991 |                           |             |  |
| 1991-1995 |                           |             |  |
| 1995-1999 |                           |             |  |
| 1999-2003 |                           |             |  |
| 2003-2007 |                           |             |  |
| 2007-2011 |                           |             |  |
| 2011-2015 | Ramiro Alfonso Carod      | PSOE-Aragón |  |
| 2019-     | Rogelio Villanueva Lázaro | PAR         |  |

| Partido político    | Partido político                                   | 2003   | 2007   | 2011   | 2015   | 2019   |
| Partido político    | Partido político                                   | Ediles | Ediles | Ediles | Ediles | Ediles |
|                     | Partido de los Socialistas de Aragón (PSOE-Aragón) | 3      | 3      | 4      | 4      | 3      |
|                     | Partido Aragonés (PAR)                             | —      | —      | —      | 3      | 2      |
|                     | Partido Popular de Aragón (PP)                     | 3      | 4      | 3      | 2      | 2      |
|                     | Chunta Aragonesista (CHA)                          | 1      | —      | —      | —      | —      |
| Total de concejales | Total de concejales                                | 7      | 7      | 7      | 7      | 7      |

## Demografía
Oliete cuenta con una población de 367 habitantes (INE 2024).
| Gráfica de evolución demográfica de Oliete entre 1842 y 2021                                                        |
| |
| Población de derecho según los censos de población del INE Población de hecho según los censos de población del INE |

| Gráfica de evolución demográfica de Oliete entre 1998 y 2022 |
|                                                              |
| Población según el padrón municipal a 1 de enero del INE.    |

## Patrimonio
Dentro del casco urbano:
- La iglesia de Ntra. Sra. de la Asunción (siglo XVIII), de la que destaca su campanario mudéjar.
- Casa de la Donjuana (siglo XVI): Se trata de una construcción señorial renacentista ubicada en la plaza de la Iglesia.
- La ermita de San Bartolomé: Situada en la plaza de su mismo nombre, es la única ermita que se encuentra dentro del casco urbano, y que hace honor a su patrón, San Bartolomé.
- El Arco de los Santos Mártires: Se encuentra en el inicio de la calle Mayor.
- El Arco de Santa Bárbara: Se encuentra al final de la calle homónima.
- El Arco del Pilar: Se encuentra al final de la calle Baja. Cabe destacar que estos tres arcos datan de la Edad Media y que eran las tres entradas fortificadas del pueblo.

Dentro del término municipal:
- Embalses:
  - Embalse de Cueva Foradada: Este embalse recoge las aguas del río Martín. Su presa, que fue construida entre 1903 y 1927, tiene una capacidad de 22 hm³. En las orillas de este embalse se puede encontrar fauna abundante como buitres leonados, águilas o cabras monteses.
  - Embalse de Escuriza, también conocido popularmente como pantano del Congosto: Recoge las aguas del Río Escuriza. Fue construido a finales del siglo XIX.

- Ermitas:
  - Ermita de la Virgen del Cantal: El santuario fue construido hacia el año 1660, en honor a una imagen de la Virgen con el niño Jesús en brazos, que apareció en el lugar oculta en un hoyo y bajo un cantal —en aragonés, roca— que la protegía, a lo que debe su nombre.
  - Ermita del Calvario: Construcción de una sola nave, data de 1680.
  - Ermita de San Pedro de los Griegos.

- Patrimonio prehistórico:
  - Frontón de la Tía Chula (pinturas rupestres): Se trata de un pequeño conjunto de pinturas esquemáticas, datadas entre las épocas Eneolítica y del Bronce Medio (2500-1600 a. C.). Además, sobre la roca en que se asientan estas pinturas, hay un orificio por el cual pasa la luz solar en los equinoccios de primavera y otoño, constituyendo el santuario solar más antiguo del mundo, de unos 4500 años de antigüedad.

- Poblados íberos:
  - El Palomar: El poblado, de planta rectangular, constituye un conjunto excepcional e ilustrativo de las formas de vida de las poblaciones ibéricas en esta región, durante el periodo comprendido entre los Siglos III a. C. (cuando se fecha su construcción) y el I a. C. (su destrucción se data hacia el año 79-72 a. C. durante las guerras sertorianas).
  - Cabezo de San Pedro: Destaca por sus dos torres originales, las cuales son consideradas las más antiguas de Aragón.

- Patrimonio natural:
  - Sima de San Pedro: Esta cavidad, de unos 100 metros de diámetro y 108 metros de profundidad, es una sima única en Europa, tanto por sus descomunales dimensiones como por la biodiversidad que alberga en su fondo, con un lago de aproximadamente 25 metros de profundidad.
  - Huerta: Si bien años atrás se caracterizaba por su gran extensión y productividad, actualmente se encuentra en recesión y algo de abandono, promovido por el acusado éxodo rural sufrido durante la segunda mitad del siglo XX.
  - Olivar: En el municipio es abundante y de variedad Empeltre. Como curiosidad, el pueblo debe su nombre a este cultivo, ya que Oliete deriva del latín olivetum (olivar). Actualmente, el 70 % del olivar está en abandono. Oliete forma parte de la Denominación de Origen Aceite del Bajo Aragón. Desde 2014 la iniciativa Apadrinaunolivo.org trabaja para recuperar los 100.000 olivos centenarios abandonados que existen en esta localidad en un proyecto medio ambiental, social y de desarrollo rural sostenible.
  - Chopera: Plantada a mediados del siglo XX, ocupa aproximadamente una cuarta parte de la huerta de la localidad.

Panorámica

## Fiestas
La fiesta mayor se celebra el 24 de agosto en honor a San Bartolomé. También se celebra el 14 de septiembre la Exaltación de la Santa Cruz.